# Scyphogyne
Scyphogyne es un género  de plantas fanerógamas perteneciente a la familia Ericaceae.  Comprende 23 especies descritas y de estas, solo 2 aceptadas.

## Taxonomía
El género fue descrito por Joseph Decaisne  y publicado en Voyage Coquille Bot. , t. 54. 1829-1834. La especie tipo es: Scyphogyne inconspicua Decne. 

## Especies aceptadas
A continuación se brinda un listado de las especies del género Scyphogyne aceptadas hasta marzo de 2014, ordenadas alfabéticamente. Para cada una se indica el nombre binomial seguido del autor, abreviado según las convenciones y usos.
- Scyphogyne divaricata Benth.
- Scyphogyne micrantha (Benth.) N.E. Br.